# Bandy Kiki
Bandy Kiki (Jakiri, 20 de febrero de 1991) es una bloguera y activista camerunesa.
Conocida por ser activista LGBT y emprendedora que reside en el Reino Unido Es la creadora del Kinnaka's Blog, un sitio web de habla inglesa de alto tráfico en Camerún para noticias y entretenimiento. Es una figura controvertida debido a sus puntos de vista políticos y activismo LGBT, y ha sido llamada "The Most Hated Anglophone On Social Media in Cameroon" (La anglófona más odiada en las redes sociales en Camerún).

## Carrera
Kiki comenzó su carrera como blogger en el Reino Unido, en un blog en línea publicado diariamente en Kinnaka's Blog y Kinnaka's TV, lanzado en 2015. Su blog es uno de los más frecuentados por los cameruneses anglófonos. En 2016, Avance Media, CELBMD África y sus socios la incluyeron entre los 50 jóvenes cameruneses más influyentes menores de 40 años. Kiki fue coronada como el Mejor Camerunés Media CAMEEA en 2015 y ganó el "Mejor Blogger 2016" de los Diaspora Entertainment Awards. Kiki es portavoz del Rainbow Equality Hub, una ONG que apoya a las personas LGBT en Camerún. En 2017, fue nominada al mejor premio Blogger africano del año por AWA. En una entrevista de mayo de 2017, Kiki anunció que ayudaría a Irène Major con la Gay in Africa Foundation. También concedió una entrevista a la revista gay húngara Humen Online.

## Controversias
Fue criticada por su controvertida declaración luego de las protestas camerunesas de 2016-2017. Recibió muchos ataques en línea, incluida la propagación de rumores sin fundamento que afirman que Kiki era seropositiva y que es una agente del gobierno camerunés que intentabs sabotear la crisis en curso. Kiki ha negado esas afirmaciones. Ella ha sido criticado por ser gay y apoyar los derechos LGBT en Camerún. En un ejemplo, el productor de cine Agbor Gilbert Ebot declaró que ''...If I catch you for Cameroon, I go 'rape' you well well so that di demon of lesbianism go comot for your body…I get plans to give you belle..." (...si te atrapo en Camerún, te voy 'violar' bien, así que ese demonio del lesbianismo se irá por tu cuerpo... Tengo planes de darte, belleza..." Además, ha sido objeto de amenazas de muerte.

## Vida personal
En 2017, Kiki anunció su compromiso con Becky, una camerunesa que vive en el Reino Unido.